# Andrew Páez
Andrew Páez (Mérida, 28 de dezembro de 1968) é um ex-futebolista venezuelano que atuava como meia.

## Carreira
Andrew Páez integrou a Seleção Venezuelana de Futebol na Copa América de 1997.